# Megaphyllum projectum
Megaphyllum projectum är en mångfotingart som beskrevs av Karl Wilhelm Verhoeff 1894. Megaphyllum projectum ingår i släktet Megaphyllum och familjen kejsardubbelfotingar. Utöver nominatformen finns också underarten M. p. kochi.